# 石狮子

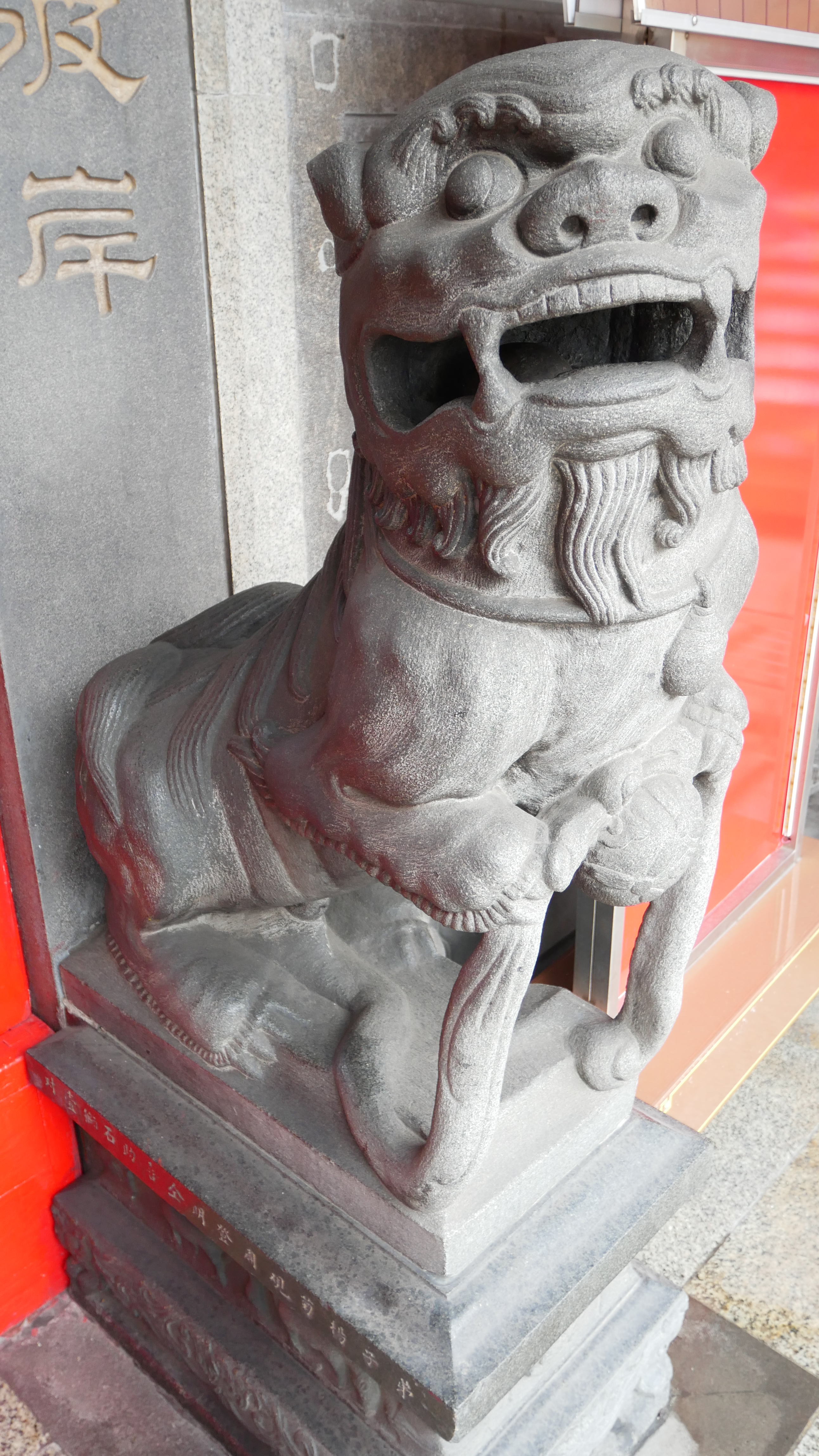
新莊慈祐宮石獅子

石狮子或石狮，是雕刻成狮子形状的石头，是在中国文化中经常使用的一种装饰物。受中国文化影響地區的宫殿、寺庙、佛塔、桥梁、府邸、园林、陵墓，以及印钮上都会看到它。
石狮一詞通常是指放在建築物大门口两侧的一对狮子造像，而其材質便不單限於石材，亦有以水泥加鋼筋或玻璃纖維製成的獅子，甚或金屬所製，於此意義上都統稱為「石獅子」。
中式傳統石獅造型不同於真实的狮子，可能是因中國自古不產獅子，雕塑者無從描摹，而參考了北京狗或其他動物的造型，並添加個人想像使其誇張化。石獅作用為鎮守化煞，視為瑞獸，具誇張神情而踏球含珠。近代則有寫實造像之石獅子作為大門裝飾。

## 历史

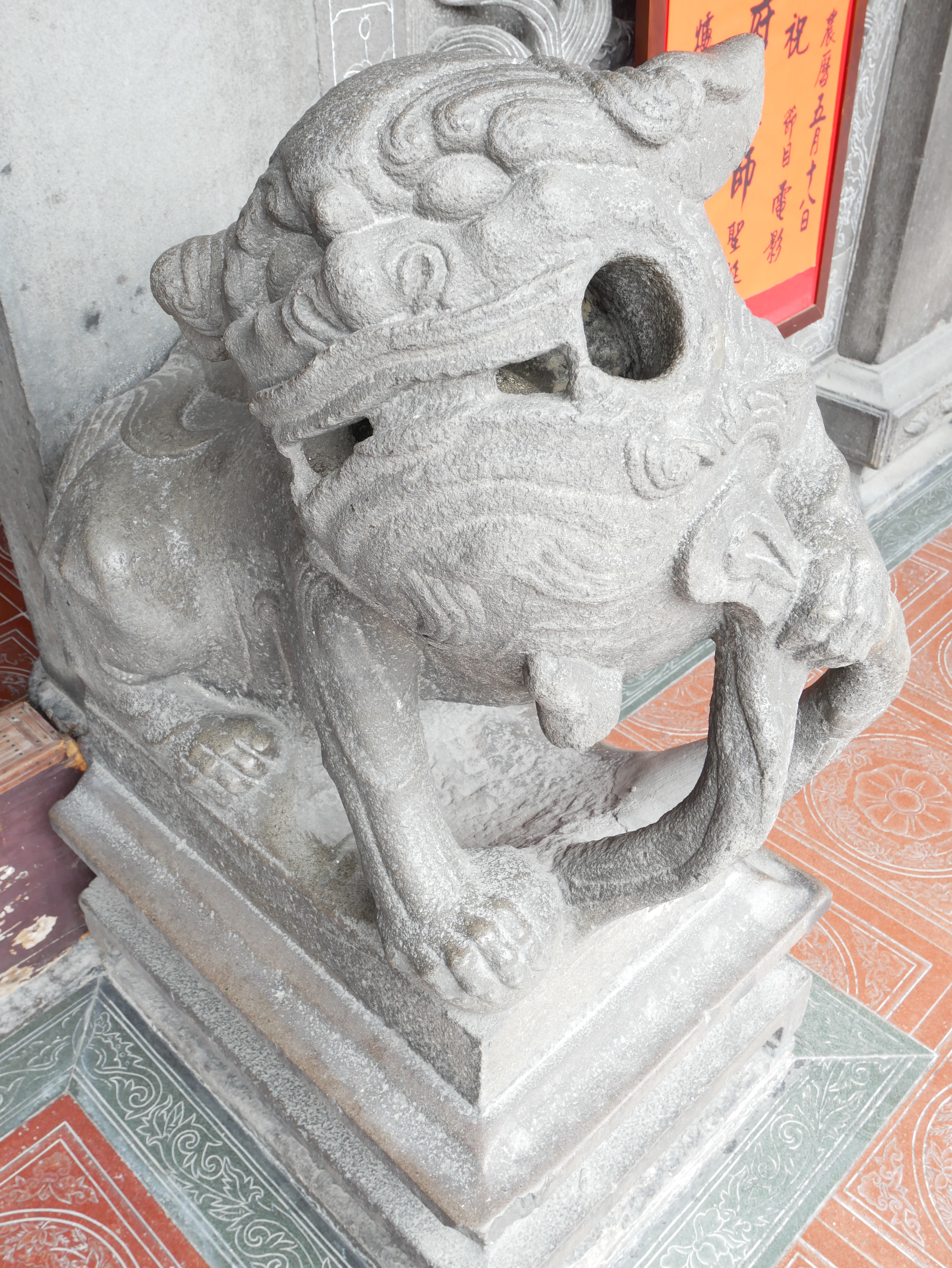
士林慈諴宮石獅子

狮子不是中国本土的物种，其形象始于汉朝，是从西域传来的。相传东汉章帝时，西域大月氏国把一头金毛狮子作为礼物进贡给中国的皇帝。后来狮子的概念随着佛教的传入成为了一种具备神力的灵兽。在中国傳統文化中，狮子通常是一种神话中的动物，而不是现实生活中的动物，和麒麟一樣成为中国的灵兽。唐代高僧慧琳说：“狻猊即狮子也，出西域。”
不知从何时起，狮子就成为了看守门户的吉祥物了。并且逐渐和中国文化相融合。狮子的造型在不同的朝代有不同的特征，汉唐时通常强悍威猛，元朝时，身躯瘦长有力，明清时，较为温顺。清代，狮子的雕刻已基本定型，《扬州画舫录》（1795年作）中规定：“狮子分头、脸、身、腿、牙、胯、绣带、铃铛、旋螺纹、滚凿绣珠、出凿崽子。”
石狮不仅有不同的时代特点，还有明显的地域特色。总体上，北方的石狮子外观大器，雕琢质朴；南方的石狮更为灵气，造型活泼，雕饰繁多，小狮子也不仅在母狮手掌下，有的爬上狮背，活泼可爱。

## 使用方式

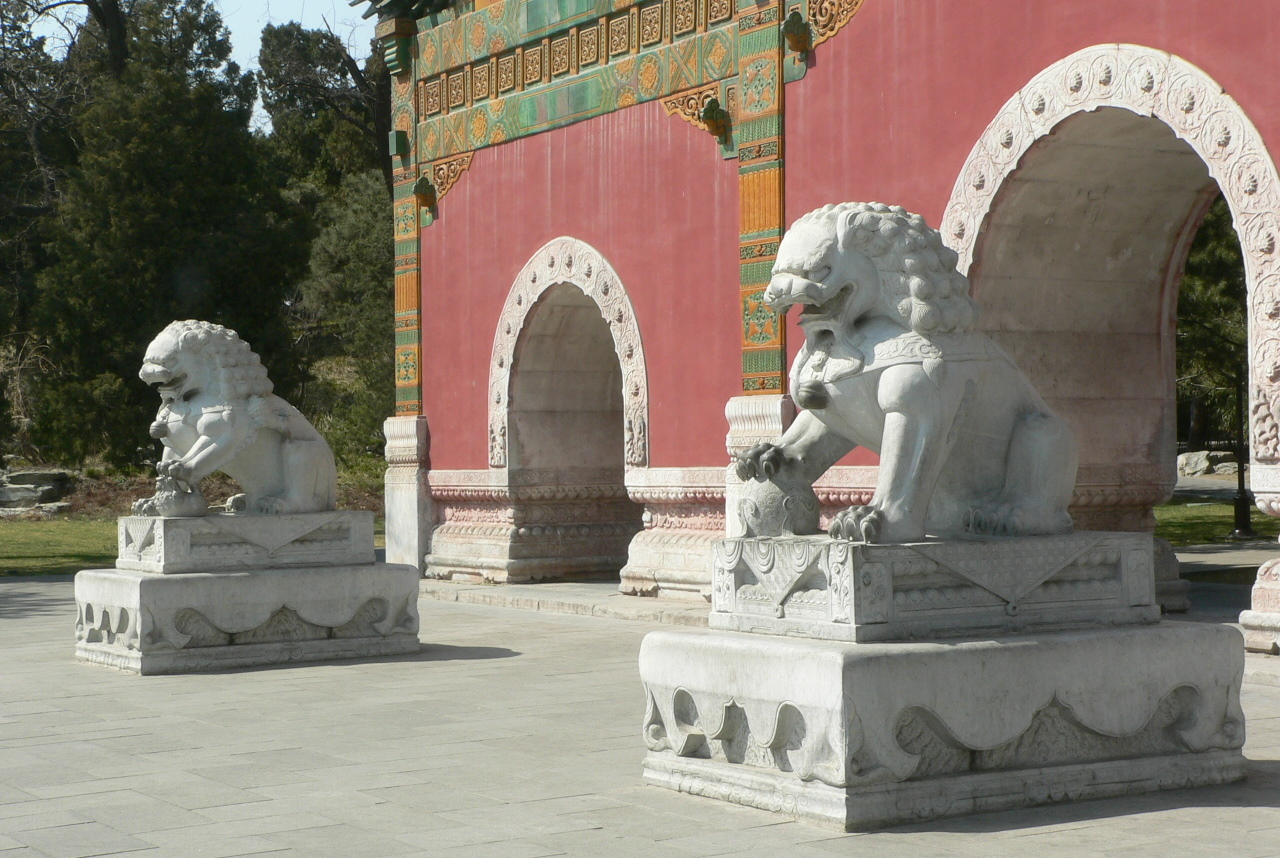
牌坊前的石狮子

看门的石狮子的摆放是有规矩的，成双成对的，而且一般都是左雄右雌，符合中国传统男左女右的阴阳哲学。放在门口左侧的雄狮一般都雕成右前爪玩弄绣球或者两前爪之间放一个绣球；门口右侧雌狮则雕成左前爪抚摸幼狮或者两前爪之间卧一幼狮。
石狮子在大门两侧的摆放都是以人从大门里出来的方向为参照的。当人从大门里出来时，雄狮应该在人的左侧，而雌狮则是在人的右侧。而从门外进入时，则刚好相反。有些建筑物大门里外都有一对石狮子的话，门的外面（也就是进门方向）是雄狮在右侧，雌狮在左侧；门的里面（也就是出门方向）是雄狮在左侧，雌狮在右侧。也就是说，如果从大门里出来的话，门的内外两侧左边一定是雄狮，右边一定是雌狮。
上面的所述的情况是带有普遍性的，但是也有一些例外的情况。例如嘉峪关内侧关帝庙前的石狮子，曲阜孔府前面的石狮子，鼓楼内东华门大街南北两侧的石狮子。这些狮子的造型就比较特别，爪下没有绣球和幼狮，难以区分雌雄。另外，泰山上“孔子登临处”的四柱三门坊前后两面的两对石狮子，却是左雌右雄，与通常的情况正好相反，其中的意义则不得而知。
石狮子通常以须弥座为基座，基座上有锦铺（铺在须弥座上，四角垂在须弥座的四面）。狮子的造型各异，在中国又经过了美化修饰，基本的形态都是满头卷发，威武雄壮。

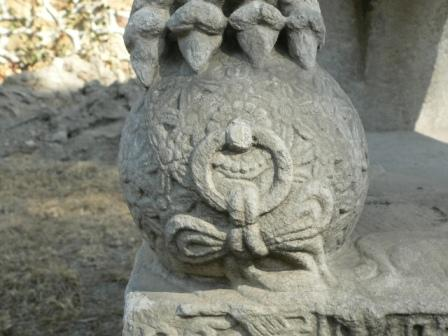
右前爪玩弄绣球的雄狮
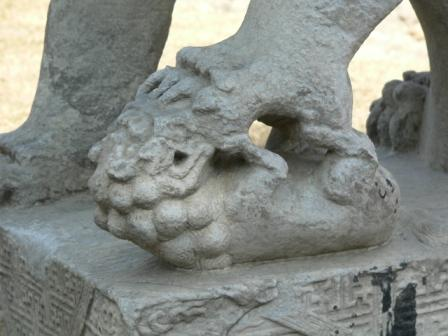
左前爪抚摸幼狮的雌狮
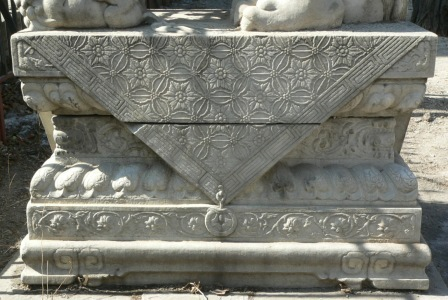
须弥座

## 文化含义
石狮子在文化上的含义历来没有统一的说法。而在《北京形势大略》一书中则认为：“石者实也，狮者思也，言思前人创业后人守成之不易也。”
石狮子作为一种建筑的装饰，大多用于宫殿、庙观、衙署（古代的政府机关）以及高级官员、贵族和富商的住宅门口。而在现代，一般石狮子则多放在一些商店的门口。

## 變體

### 使用其他材質
- 銅獅：如北京太和門前銅獅
- 鐵獅：如滄州鐵獅子
- 水泥獅[1]

### 設置於特殊位置

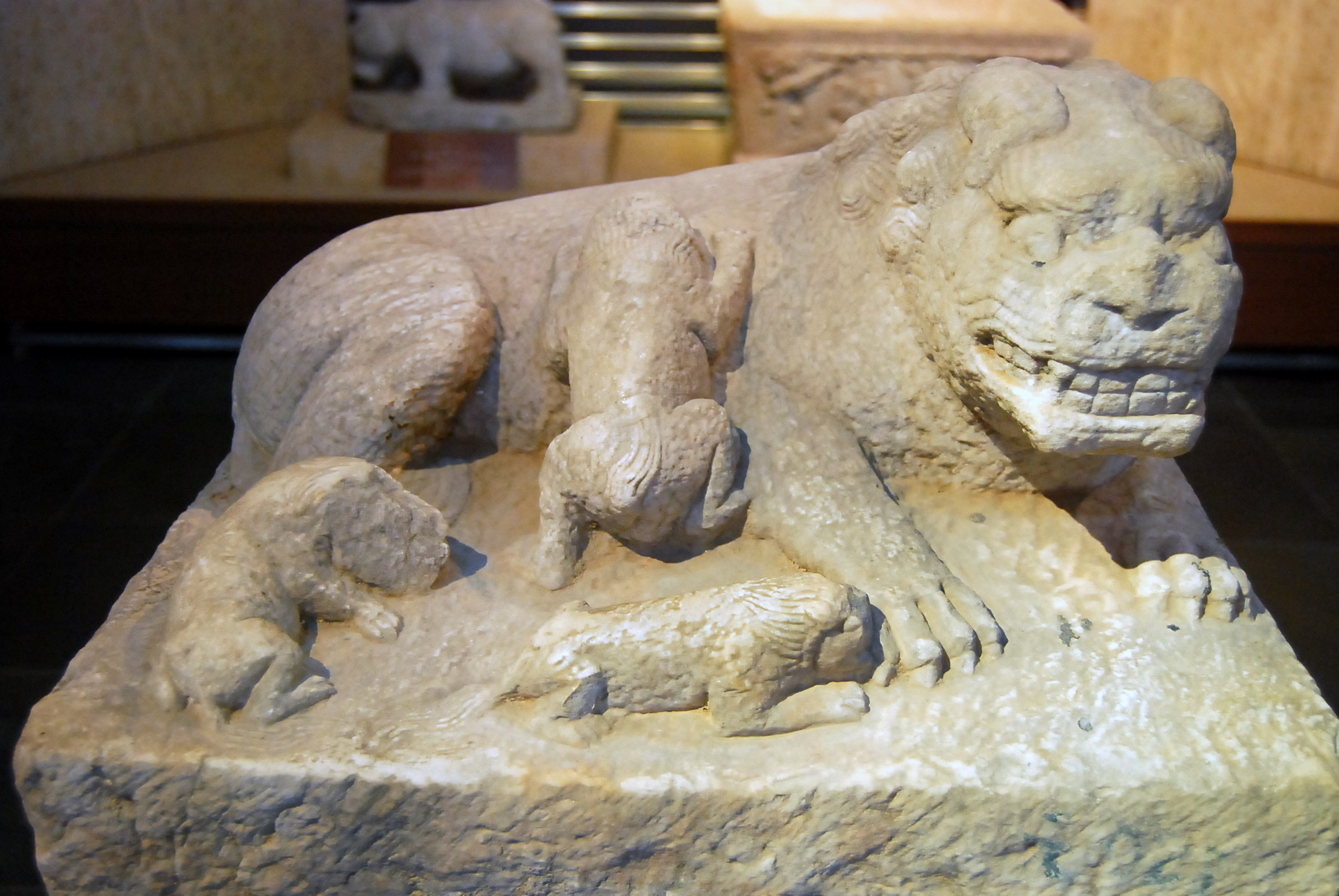
元代的汉白玉角狮

- 角狮：中国古代在住宅月台上用狮形角石作为装饰，称为「角狮」。

### 特殊造型
- 獨角獅：如銅鑼九華山大興善寺獨角獅[2]。
- 翼獅[3]

## 亞洲地區類似文化

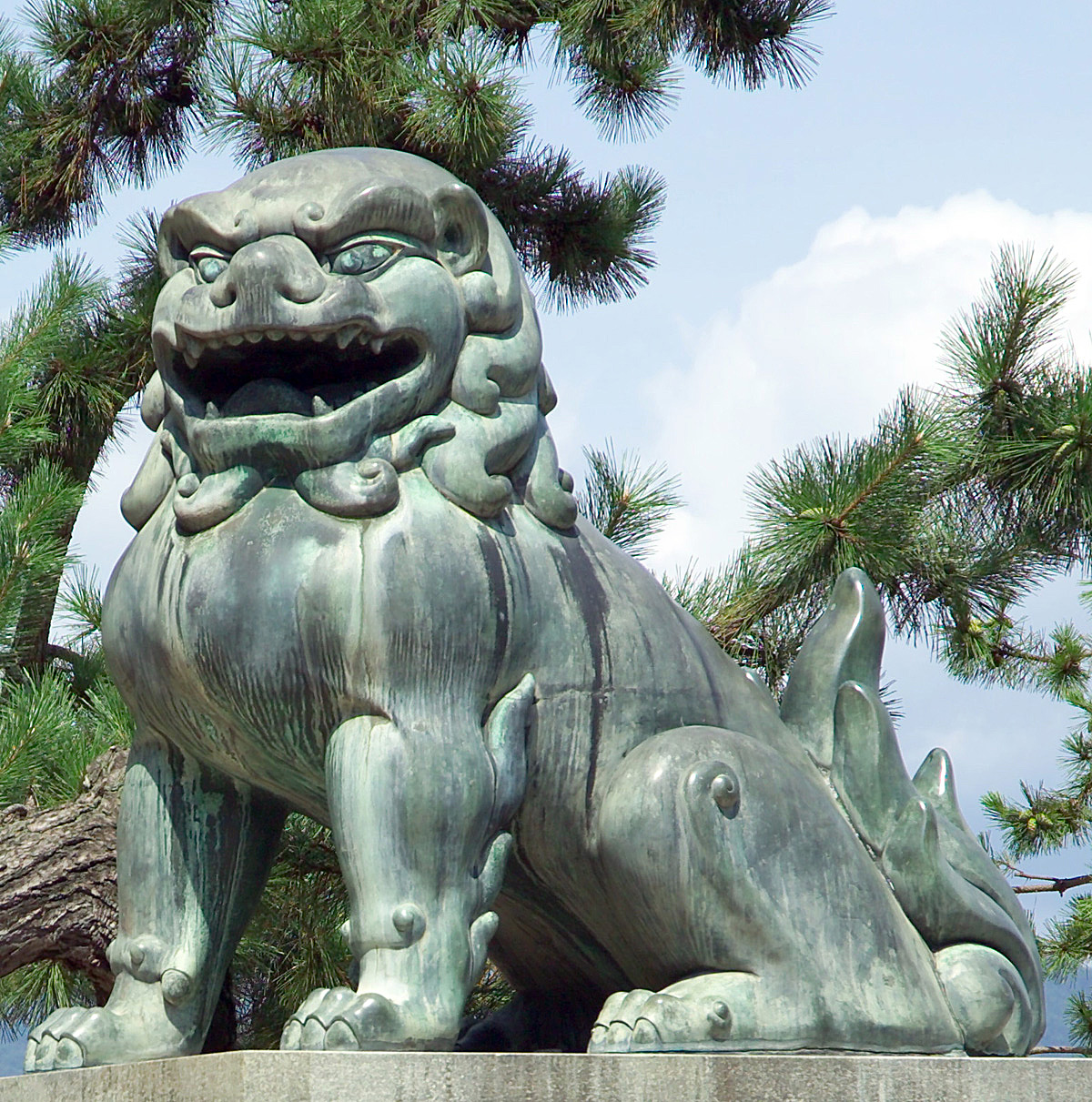
嚴島神社的狛犬

- 日本：狛犬

日本神社前的一對神獸，其造型似獅又似犬，一張口、一閉口是狛犬特徵，影響至琉球獅子亦為一張口、一閉口之造型。狛犬起源於印度，與佛教一起從中國經由朝鮮半島傳入日本。另有一說，中國石獅傳入朝鮮半島以為是狗，再傳入日本後成為似獅似犬之造型。
- 緬甸：欽特
- 西藏：雪獅

## 其他石雕瑞獸
鎮守或裝飾建築物大門的石獅，可因當地文化或其他源由而替換為其他瑞獸。
- 龍
- 鳳凰[5]
- 獬豸：如法院門口[6]。
- 貔貅
- 麒麟
- 龙马 (传说)（英语：Longma）：一种兼具龙和马形态的生物，记载于《五杂俎》。[7]和《龙马记》[8]为一种传说的瑞兽。[9]
- 龍龜[10]
- 象[11]
- 黑嘴端鳳頭燕鷗[12]
- 狛犬

## 参看
- 舞獅
- 福建省有石狮市，据说是因隋朝时凤里庵门前的一对石狮子而得名。
- 風獅爺
- 狮形石敢当
- 劍獅
- 石像生、石翁仲
- 狻猊
- 猊下、猊座、師子座

### 引用
1. 1 2  .   [2017-05-17]. （原始内容存档于2020-09-10）.
2. ↑  .   [2017-05-18]. （原始内容存档于2019-06-07）.
3. ↑  .   [2017-05-18]. （原始内容存档于2018-08-24）.
4. ↑  .   [2017-05-18]. （原始内容存档于2016-10-07）.
5. ↑  .   [2017-05-18]. （原始内容存档于2018-04-08）.
6. ↑  .   [2017-05-18]. （原始内容存档于2020-06-23）.
7. ↑  《五杂俎》：龙性最淫，故与豕交，则生象；与马交，则生龙马。《龙马记》曰：“龙马者，天地之精，其为形也，马身而龙鳞，故谓之龙马。高八尺五寸，类骆有翼，蹈水不没，圣人在位，负图出于孟河之中焉。”
8. ↑  《龙马记》曰：“龙马者，天地之精，其为形也，马身而龙鳞，故谓之龙马。高八尺五寸，类骆有翼，蹈水不没，圣人在位，负图出于孟河之中焉。”
9. ↑  [blog.xuite.net/xiao.wangfu/twblog/156643194-%E7%8E%89%E5%B0%81%E3%80%8C%E8%95%AD%E7%8E%8B%E5%BA%9C%E3%80%8D%E5%BB%9F%E5%9F%95%E3%80%8A%E9%8E%AE%E5%BB%9F%E7%A5%9E%E7%8D%B8%E3%80%8B ] 请检查|url=值 (帮助).   [2017-05-18]. （原始内容存档于2020-06-23）.
10. ↑  塘岐蕭王府廟[]
11. ↑  馬祖行(四)北竿：水部尚書公府[永久]
12. ↑  馬祖日報：神話之鳥歡迎您2009-11-23